# Дмитрівка (Курманський район)
Дми́трівка (до 1945 року — Ой-Мамшак, крим. Oy Mamşaq) — село Курманського району Автономної Республіки Крим.

## Населення
Згідно з переписом УРСР 1989 року чисельність наявного населення села становила 197 осіб, з яких 84 чоловіки та 113 жінок.
За переписом населення України 2001 року в селі мешкало 259 осіб.

### Мова
Розподіл населення за рідною мовою за даними перепису 2001 року:
| Мова              | Відсоток |
| ----------------- | -------- |
| кримськотатарська | 60,47 %  |
| російська         | 24,81 %  |
| українська        | 11,24 %  |
| білоруська        | 1,16 %   |
| інші              | 2,32 %   |